# Astragalus chamissonis
Astragalus chamissonis là một loài thực vật có hoa trong họ Đậu. Loài này được (Vogel) Reiche miêu tả khoa học đầu tiên.